# Campanula tridentata
Campanula tridentata là loài thực vật có hoa trong họ Hoa chuông. Loài này được Schreb. mô tả khoa học đầu tiên năm 1766.